# Владика
Владика (від: влада) — слов'янський титул ґречності та звертання до митрополитів, єпископів у Православній Церкві та також в Греко-католицьких слов'янських церквах. У старослов’янській мові це слово також означає "пан", "володар".
У Православних Церквах, на відміну від католицької церкви, звернення "владика" разом з ім’ям єпископа вживалось незалежно від того, чи це діючий єпархіальний єпископ, єпископ-помічник, архієпископ, митрополит чи патріарх.
Залежно від сану єпископа вживаються також титули Його Преосвященство (для єпископа), Його Високопреосвященство (для архієпископа і митрополита), Його Блаженство (для Патріарха, Верховного архієпископа чи Митрополита - глави помісної церкви).
З початку 16-го до середини 19-го століття в Чорногорії цей титул стосувався єпископа Цетина, який був головою Чорногорської церкви і князем-єпископом Чорногорії.